# Historiographie de la Corée
Vous lisez un « bon article » labellisé en 2016.
L'historiographie de la Corée désigne l'examen des méthodes suivies et des hypothèses formulées dans l'étude et l'écriture de l'histoire de la Corée.
Les premières productions écrites sont l'œuvre d'historiens chinois. Sima Qian est le premier entre le IIe et Ier siècles av. J.-C. à produire une histoire du pays dans son Shiji, suivi par d'autres jusqu'au VIe siècle. Le plus ancien document coréen est la stèle de Kwanggaet'o érigée en 414 par le fils du roi Kwanggaet'o Wang. L'existence de livres d'Histoire lors de la période des Trois Royaumes est avérée, mais aucun document ne nous est parvenu. La période Koryŏ qui suit fournit les deux premiers écrits encore accessibles, le Samguk sagi publié en 1145-1146, et le Samguk Yusa rédigé entre 1274 et 1308. Tous deux s'inspirent de modèles chinois équivalents, mais introduisent aussi des éléments de la mythologie coréenne comme l'empereur mythique Tangun.
L'époque Joseon qui s'étend de 1392 à 1897 voit une institutionnalisation de l'écriture de l'Histoire se mettre en place. Sur le modèle de ce qui se fait en Chine, les principes néo-confucéens sont appliqués pour compiler des annales couvrant le règne de chaque souverain. Des productions couvrant les périodes antérieures sont aussi publiées à l'initiative du pouvoir, comme le Koryŏ-sa en 1451 pour l'époque Koryŏ, et le Dongguk Tonggam en 1485 pour l'ensemble de l'histoire du pays. La seconde moitié de la période voit l'émergence de travaux indépendants notables, initiés par des lettrés de l'école Silhak comme An Chŏng-bok.
L'occupation du pays par l'empire du Japon lors de la première moitié du XXe siècle voit le développement de plusieurs écoles historiographiques. Les Japonais mettent un cadre institutionnel conforme à leurs méthodes de travail et forment plusieurs générations d'historiens coréens. Un groupe nationaliste se développe aussi derrière des personnalités comme Shin Chae-ho et An Chae-hong, le plus souvent liés aux mouvements indépendantistes. Le marxisme est lui introduit dès les années 1920 et Paek Nam-Un est la principale figure du mouvement.
La partition du pays après la guerre de Corée de 1950-1953 entraîne la division des historiens par écoles, les nationalistes restant au sud, et les marxistes rejoignant le nord. Ces derniers développent une école dynamique dont la progression est enrayée au début des années 1980 pour des raisons politiques. Au sud, le pouvoir du président Syngman Rhee limite l'apparition de travaux trop critiques jusqu'en 1960, et les deux décennies au pouvoir du président Park Chung-hee orientent l'écriture de l'Histoire dans une tendance nationaliste. Ce n'est que vers le début des années 1990 que de nouvelles tendances voient le jour, sans devoir composer avec un climat politique trop marqué.

## Débuts

### Récits chinois dès le premier siècle avant notre ère
Les premiers comptes rendus portant sur l'histoire de la Corée à avoir été conservés proviennent de Chine. Si l'histoire de cette région n'en est pas le sujet principal, ces récits donnent cependant des indications historiques. Le Shiji rédigé entre le IIe et Ier siècles av. J.-C. par l'historien Sima Qian, et le livre des Hans compilé au Ier siècle av. J.-C. fournissent plusieurs types d'informations sur le pays. Ils comportent ainsi des sections « biographies » qui identifient quelques personnalités de l'époque, ainsi que des descriptions de campagnes militaires chinoises dans la région (invasion de Han Wudi pour y établir les Quatre commanderies en -107). Le livre des Hans y ajoute par ailleurs des indications géographiques.
Des publications chinoises plus tardives apportent d'autres éléments. Les Chroniques des Trois Royaumes, publiées au IIIe siècle, et le Livre des Han postérieurs publié au Ve siècle donnent plus d'informations. Le Livre des Wei du VIe siècle dédie un chapitre entier à la péninsule, en décrivant les différents potentats locaux. Des informations sur leurs localisations, leurs structures socio-politiques, leurs économies, ou sur leurs langues sont fournies. Si ce compte rendu n'est pas exempt de préjugés chinois, il donne des indications d'ordre anthropologique assez détaillées.

### Premières productions locales lors de l'époque des Trois Royaumes
Les trois royaumes qui voient le jour en Corée entre le Ier et IVe siècles adoptent un modèle politique proche de ce qui se fait en Chine à la même époque. En plus du système d'écriture, la place accordée à l'écriture de l'Histoire par ces nouvelles entités politiques est importante.

#### Sources épigraphiques duVeauXIIesiècle

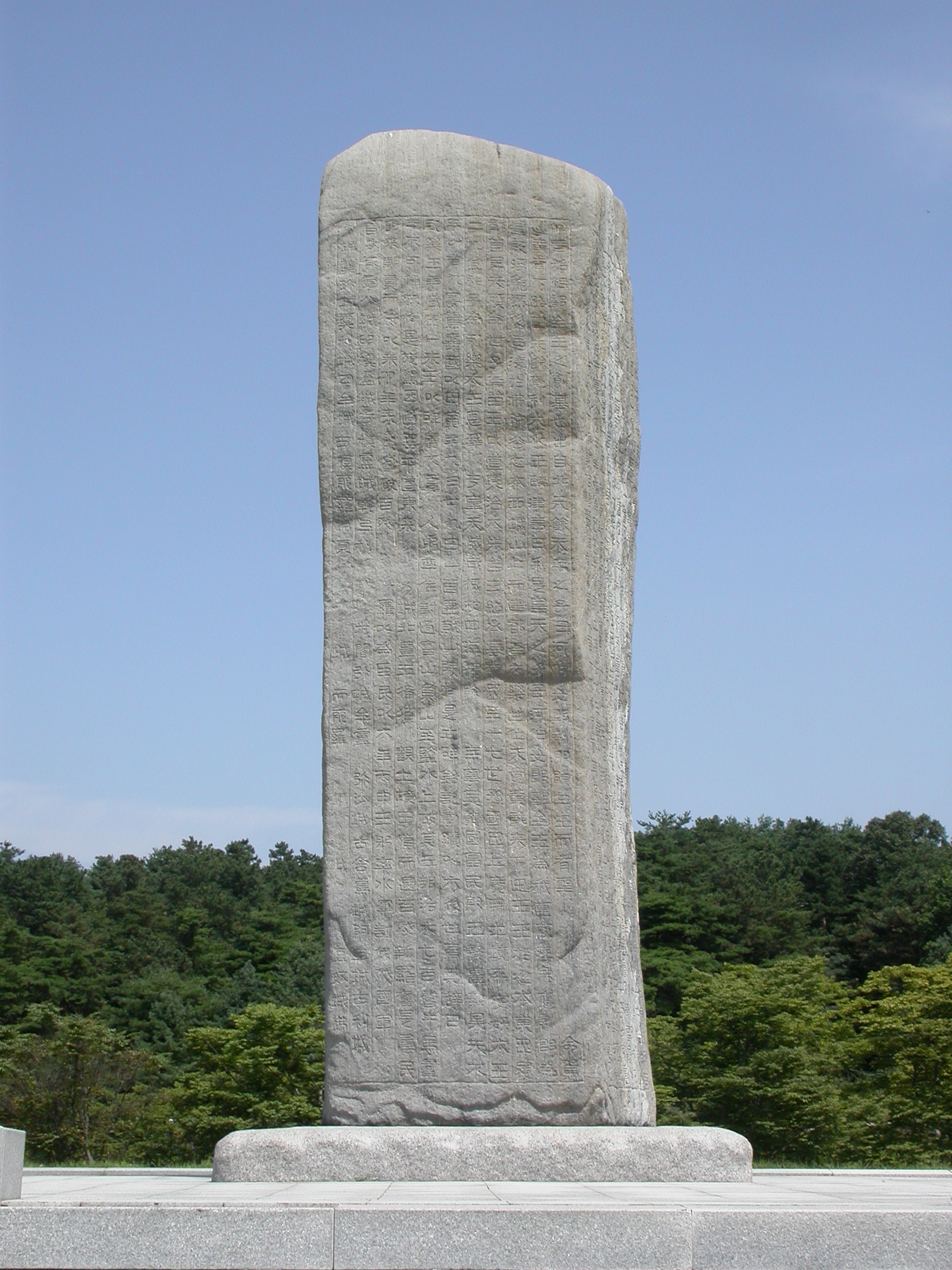
Réplique de la stèle de Kwanggaet'o.

Le sous-sol granitique de la Corée permet à certaines inscriptions épigraphiques d'être conservées et exploitées par les historiens sur de longues périodes. On trouve ainsi des bornes de délimitations de champs, ou des biographies de personnalités importantes donnant des indications sur l'histoire du pays. Par ailleurs d'autres types d'inscriptions, par exemple sur des cloches en bronze retrouvées en Corée ou au Japon, fournissent d'autres types d'informations, notamment sur les circuits commerciaux existant à l'époque.
La stèle de Kwanggaet'o est érigée en 414 par le fils du roi Kwanggaet'o Wang en l'honneur de son père. Composée de trois parties, elle est la plus ancienne inscription originaire du pays. La première partie décrit la généalogie royale qui est remontée jusqu'au roi Jumong au Ier siècle av. J.-C., à qui est attribuée la fondation mythique du Koguryo, récit figurant aussi dans le Livre des Han postérieurs chinois édité lors du même siècle. La structure narrative du mythe fondateur présente plusieurs similarités avec un équivalent japonais comme le mythe de Jinmu : une personnalité née de l'union du ciel et de la terre, aux pouvoirs surnaturels, et dotée de capacités militaires (monte de chevaux, usage de l'arc). Ces éléments ne figurent pas dans les équivalents chinois, mais se retrouvent aussi dans d'autres mythes fondateurs du Nord-Est de l'Asie. La seconde partie traite des campagnes militaires au Nord et au Sud du pays, en particulier la lutte contre l'invasion du peuple Wae en 391 dans le Sud, souvent identifié aux Wa japonais. Lorsque la stèle, perdue depuis le VIIe siècle, est retrouvée par des scientifiques japonais au XIXe siècle, il est fait de ce récit une lecture permettant de justifier une intervention militaire du Japon dans la péninsule. La troisième partie traite des répartitions foncières à la mort du roi. Cependant la stèle est égarée très tôt et n'a qu'une influence très limitée sur les écrits postérieurs.

#### Premiers écrits
Aucun document écrit datant de la période des Trois royaumes, en dehors de sources épigraphiques, ne nous est parvenu. Cependant, des travaux ultérieurs les citant permettent de les identifier.
Le royaume de Koguryo, le plus proche de la Chine et le premier à se constituer dès le Ier siècle est à l'origine de la première chronique identifiée. Deux travaux originaires de cette région sont connus. Le Yugi écrit à une date indéterminée se compose lors de son écriture d'une centaine de volumes. Vers l'an 600, Yi Mun-jin compose le Sinjip qui regroupe dans 5 chapitres différents des écrits rapportant des faits antérieurs, en se basant sur des documents existant alors.
D'autres productions viennent du royaume de Baekje. Le lettré Go Heung aurait rédigé le Seogi lors du règne du roi Geunchogo entre 346 et 375. L'existence d'autres écrits venant de ce royaume est connue grâce au Nihon shoki qui est publié au Japon en 720. Le Kudara-ki, le Kudara hongi, et le Kudara shinsen sont ainsi cités comme sources coréennes. Ces travaux ont probablement été rédigés par des lettrés dans le royaume de Baekje, ou au Japon par des lettrés ayant fui lors de la chute du royaume coréen au VIIe siècle. Ces écrits ont alors sans doute inspiré le Nihon Shoki en lui fournissant sa structure, ses concepts historiques, et sa chronologie.
Concernant le royaume de Silla, le Samguk sagi donne la date de 545 comme étant celle de la plus ancienne chronique connue. Kŏch'ilbu aurait coordonné un groupe de lettrés pour écrire l'histoire de cet État. D'inspiration confucéenne, le but de ce travail était alors de mettre en avant les actions des bons et des mauvais souverains pour servir de guide aux futures générations. Cette inspiration montre l'influence de l'historiographie chinoise sur les productions coréennes de l'époque. L'unification de la région par ce royaume accélère ce processus d'emprunts à la Chine, et des étudiants partent régulièrement en Chine pour se former. L'existence d'autres chroniques lors de cette période est avérée par des écrits ultérieurs. Un nouveau phénomène est par ailleurs notable, celui de l'écriture de récits historiques pour un lectorat contemporain à ces œuvres. Kim Dae-mun rédige ainsi plusieurs journaux et biographies au VIIIe siècle, démontrant qu'un public existait à l'époque pour ce type de productions.

### Sources de l'époque Koryŏ
Le royaume de Koryŏ voit le jour en 918 et conserve une structure politique ayant pour modèle le monde chinois. Une administration chargée de collecter et de rédiger des documents en liens avec l'Histoire du pays est mise en place lors du règne du roi Seongjong entre 981 et 997. Elle est dotée de moyens humains importants pour l'époque. Les écrits produits, aujourd'hui perdus, sont utilisés comme source pour des écrits ultérieurs au moins jusqu'au XVe siècle.

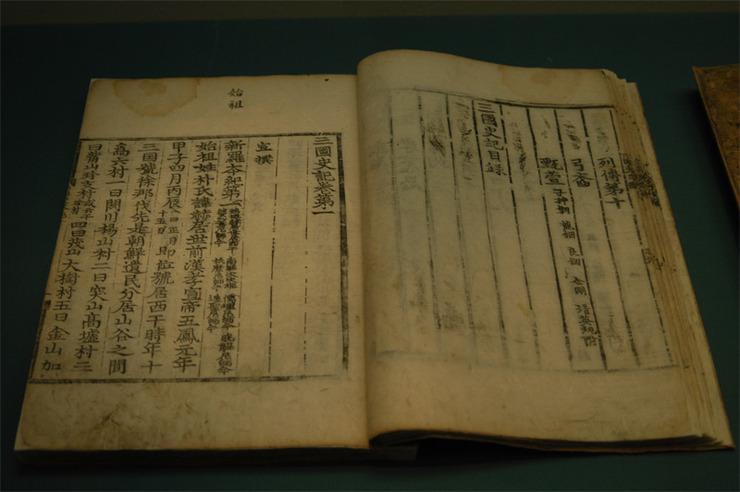
Le Samguk sagi est le plus ancien récit historique à nous être parvenu.

La plus ancienne production historique coréenne encore existante, le Samguk sagi, ou Histoire des Trois royaumes, est publiée en 1145-1146. Produite par 14 lettrés, des officiels du Koryŏ, et coordonnée par Kim Busik, elle est rédigée en chinois et reprend les codes de l'historiographie chinoise de l'époque, dont la structure annales/biographies. Le roi Injong qui est à l'origine de cette commande justifie ce travail pour selon lui « corriger les erreurs portant sur l’Histoire de la Corée que l'on peut trouver dans les chroniques chinoises ». Le Shiji de l'historien chinois Sima Qian sert de modèle. Le Samguk sagi reprend en 50 volumes l'histoire des trois royaumes qui ont précédé le Koryŏ (Silla, Koguryo, et Baekje) de leurs fondations mythiques au Ier siècle jusqu'à leur fin au VIIe et Xe siècles. Sur le modèle chinois, 28 volumes répertorient sous la forme d'annales les principaux événements dans chaque royaume, trois volumes sont consacrés à des chronologies royales, neuf volumes traitent de codes et décisions en lien avec la loi et dix volumes sont constitués de biographies de personnalités importantes. 123 autres ouvrages sont cités comme sources, dont 69 sont coréens et 54 chinois. À plusieurs reprises, des commentaires des auteurs attirent l'attention du lecteur sur les bonnes et mauvaises actions des souverains, de manière à guider les actions des générations ultérieures. L'ouvrage se démarque par sa triple structure narrative (une pour chaque royaume), ce qui entraîne plusieurs contradictions. Les éléments mythologiques sont en partie conservés et la rédaction se concentre sur la vie des royautés, laissant peu de place aux peuples (famines et révoltes sont peu évoquées). La Chine et la Corée y sont présentées comme des égales, la seconde n'ayant pas de lien de soumission vis-à-vis de l'autre puissance. Le monde décrit est multipolaire.
Le Samguk Yusa est lui rédigé par le moine bouddhique Il-yeon lors du règne du roi Chungnyeol entre 1274 et 1308. La période des Trois Royaumes est là aussi le sujet de ce travail, qui contrairement au Samguk sagi traite aussi l'histoire bouddhique et d'autres événements non abordés par son prédécesseur,. Il introduit l'image mythologique du roi fondateur Tangun, et aborde aussi des mythes, légendes, et récits folkloriques. De la poésie de type Hyangga est aussi répertoriée et transcrite en Hyangchal. Les sources sur lesquelles prend appui le Samguk Yusa sont citées par l'auteur lorsqu'elles sont écrites. Des productions comme Jewang Ungi ou Haedong Goseungjeon écrites un peu plus tôt sont ainsi citées. Cependant, sa forme irrégulière, en marge de l'historiographie de l'époque, et le traitement d’événements fantastiques ont rendu l'ensemble peu crédible et ce travail est par la suite très critiqué et peu utilisé par les historiens ultérieurs. Là où le Samguk sagi décrit un monde réel multipolaire, dans lequel la Chine et la Corée ne sont pas liées par des liens de vassalité, le Samguk Yusa va plus loin en décrivant un monde surnaturel distinct entre la Chine et la Corée.

## Historiographie lors de l'époque Joseon
La dynastie gouvernant le Koryŏ est renversée en 1392 par le général Yi Seong-gye. La nouvelle dynastie qui prend le pouvoir, la dynastie des Yi, utilise l'Histoire pour tenter d'asseoir sa légitimité auprès du peuple comme auprès du pouvoir chinois voisin. Cette politisation de l'histoire s'affirme lors de cette période, tout comme l'utilisation des principes confucéens pour écrire celle-ci.

### Productions officielles

#### Débuts avec le Koryŏ-sa
Le Koryŏ-sa n'est lui compilé que lors de l'époque suivante, en 1451, mais il utilise des documents datant de l'époque Koryŏ aujourd'hui disparus. Il est aussi la principale source d'information pour l'histoire de cette période. Il s'agit d'une commande officielle du gouvernement Joseon, et reprend une forme assez classique (plusieurs dizaines de volumes consacrés aux annales, aux biographies...). Cependant, le fond est lui complexifié par les six décennies de travail et de débats qui ont accompagné l'écriture de cette œuvre. Une première tentative d'écriture de l'histoire de l'époque Koryŏ est entreprise dès 1395 par Jeong Do-jeon qui publie Koryŏ kuksa (고려국사). Toutefois, cet ouvrage est très critiqué, en particulier pour la posture qu'il adopte envers la Chine, jugée sacrilège par ses contemporains. 

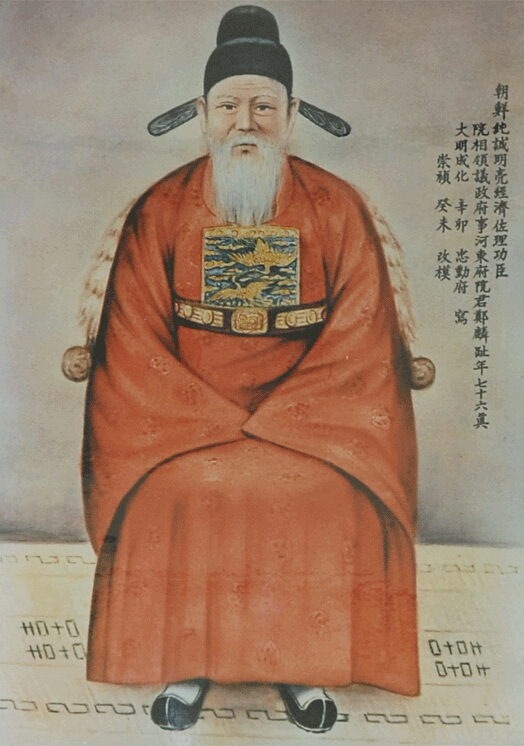
Jeong Inji publie le Koryŏ-sa en 1451.

Un autre lettré néoconfucéen, Jeong Inji, aidé par une équipe de lettrés, publie le Koryŏ-sa en 1451, mais sans trop se démarquer de l’œuvre de Jeong Do-jeon sur plusieurs points. Ainsi, bien que le nombre de références soient volontairement réduites au minimum, les écrits présentant Koryŏ comme un empire, et ses rois comme des fils du ciel, restent présents. Dans le même temps, les lettrés renomment plusieurs titres royaux et nobiliaires pour présenter le royaume de Koryŏ comme tributaire de la Chine. Le reste de l'ouvrage donne de très nombreuses informations d'ordre social, militaire, ou encore géographique, mais passe complètement sous silence le rôle du bouddhisme, phénomène pourtant majeur lors de cette période, probablement pour des raisons politiques. Par ailleurs, conformément à la tradition historiographie néo-confucéenne, les règnes sont souvent critiqués par les auteurs de l'ouvrage pour faire ressortir des « bons » et des « mauvais » souverains. Les deux derniers rois de la dynastie sont en particulier présentés selon cette méthode ; n'étant pas de sang royal, ils sont décrits comme ayant perdu le mandat céleste, et leurs biographies figurent dans la section dédiée aux traîtres,. Ce biais confucéen touche aussi d'autres biographies, les hauts-fonctionnaires civils sont présentés plus positivement que les hauts-gradés militaires.
Là où le Samguk sagi et le Samguk Yusa proposent une vision multipolaire des mondes réels et surnaturels, le Koryŏ-sa par le travail des lettrés néo-confucéens revient sur cette représentation du monde, plus conforme aux théories néo-confucéennes et à la géopolitique de l'époque.
Un Koryŏsa chŏryo est publié en 1451. Il est rédigé par des lettrés ayant participé à l'écriture du Koryŏ-sa et fonctionne comme un complément à celui-ci. Se limitant au strict style des annales (pas de biographies présentes), il fournit une liste d'événements plus fournie que son ouvrage de référence,. L'existence d'une œuvre alternative à celle commandée par le roi, rédigée par les hauts-fonctionnaires, est révélatrice des dynamiques politiques lors de cette période. Ces deux pôles de pouvoir entrent régulièrement en opposition et les Histoires rédigées lors de cette période sont souvent révélatrices des forces et faiblesses des rois et de leurs serviteurs.

#### Première tentative d'Histoire complète avec leDongguk Tonggamet autres histoires officielles
La première tentative d'écriture complète de l'Histoire du pays est publiée en 1485, et reste pour quatre siècles la seule histoire officielle reconnue par le régime. Le Dongguk Tonggam couvre toute la période qui s'étend du mythique roi Tangun jusqu'à la fin de la dynastie Koryŏ. Il reprend la chronologie instaurée par le Samguk Yusa et la forme d'un ouvrage chinois, le Zizhi Tongjian, écrit au XIe siècle par Sima Guang. Les 57 volumes rédigés en chinois critiquent régulièrement les souverains comme ses modèles confucéens.
L'ouvrage est commandé par un roi arrivé par la force au pouvoir, Sejo, avec comme but de légitimer son règne. Ce n'est que sous l'un de ses successeurs, le roi Seongjong, que le travail est finalisé en 1485, avec le concours du lettré Choe Bu. L'ouvrage s'impose comme une référence dès sa publication, et est très lu à l'époque comme lors des siècles suivants. Cependant, les historiens actuels pointent de nombreuses erreurs et oublis.
Au début de l'époque Joseon sont aussi publiées des histoires se concentrant sur des époques particulières, ou proposant une vision plus restreinte de l'histoire du pays, tout en étant rédigées à l'initiative de l'État . Le Tongguk saryak, le Samguk sa chŏryo, le Kukcho pogam, et le Tongguk t'onggam sont des exemples de productions de ce type, et contribuent à forger la perception de l'histoire de leurs pays par les Coréens, ces ouvrages étant largement accessibles du fait de l'imprimerie, pour toute personne maîtrisant le chinois.

#### L'écriture des annales tout au long de la dynastie

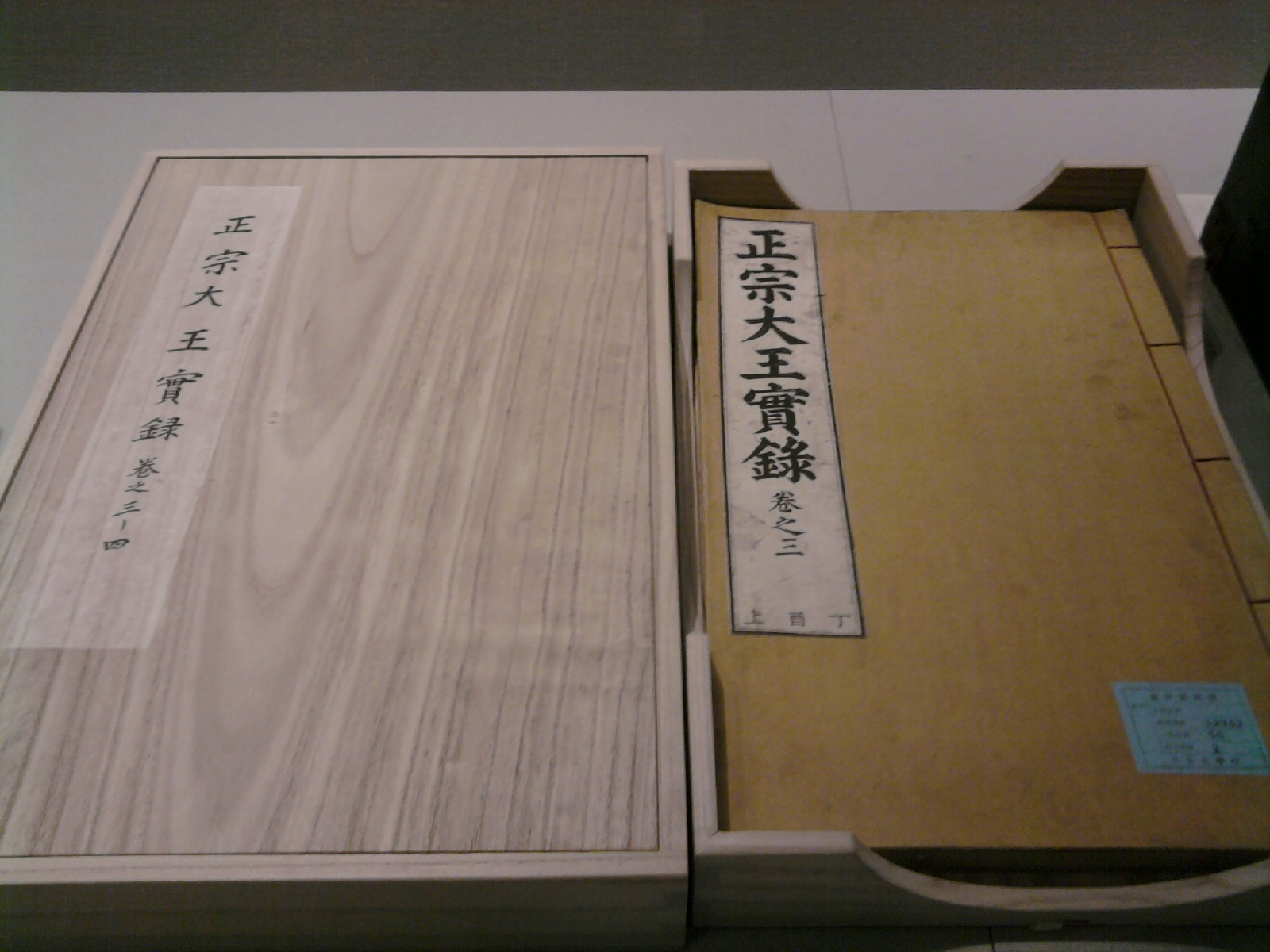
Exemplaires des Annales de la dynastie Joseon.

Une autre forme d'écrits historiques officiels existent tout au long de l'époque Joseon, les annales officielles, ou Sillok, qui couvrent les 27 règnes des rois de la dynastie. Deux officiels sont chargés de prendre chaque jour des notes pour documenter les actes royaux ; à la mort d'un roi, ces notes sont reprises par des officiels de hauts rangs et servent avec d'autres documents à rédiger un compte rendu du règne de ce roi. Le ou les rois en exercice lors de l'écriture des annales d'un roi, n'est pas autorisé à avoir accès à ces travaux de manière à éviter qu'il ne cherche à influencer le travail.
Si la rédaction de ces annales est mise en œuvre de manière à éviter les interférences politiques, dans les faits plusieurs écueils existent. Plusieurs rois prennent connaissance des travaux, et certains vont jusqu'à faire exécuter des lettrés coupables d'écrits trop critiques. Le roi Yeonsangun est ainsi à l'origine de la première purge en 1498, et d'autres suivent par la suite. Les lettrés, ou yangban, sont par ailleurs issus de grandes familles et héritent de leurs charges. Des alliances politiques sont régulièrement formées (comme les sudistes et les occidentaux), et à plusieurs reprises des annales sont altérées pour y rajouter des documents qui remettent en cause le sérieux du travail effectué. Il arrive ainsi que des jugements contradictoires soient présents dans les annales d'un roi, signe d'un changement politique après sa mort.
Les yangban tombés en disgrâce sont aussi à l'origine de publications historiques visant à rétablir leurs visions des événements. Haedong Yaŏn de Hŏ Pong, ou Yŏllyŏsil kisul de Yi Kung-ik sont deux exemples notables de ce style qui visent à fournir une alternative à l'histoire officielle du régime. Les mémoires de Dame Hyegyeong ou de la reine Inhyeon se singularisent dans ce type de récits par leurs qualités artistiques et du fait qu'elles proviennent de femmes issues de la cour.

### Productions indépendantes ou à visées non-officielles

#### L'Histoire pour le peuple

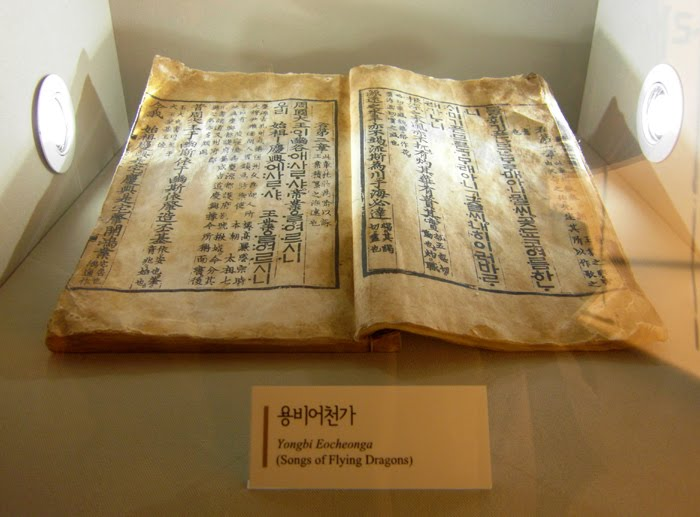
Exemplaire du Yongbieocheonga montrant l'une des premières utilisations des Hangeul.

Alors que les Annales de la dynastie Joseon sont rédigées pour être accessibles à la seule cour, des ouvrages synthétisant ces productions sont plusieurs fois édités pour le peuple. Pour véhiculer une image positive de la royauté auprès des sujets coréens, un premier Kukcho pogam est publié en 1459. Une seconde édition voit le jour près d'un siècle plus tard, reprenant la première, et la mettant à jour avec les règnes écoulés. Plusieurs éditions se succèdent jusqu'en 1909, peu avant la chute de la dynastie. Ces livres sont la principale source d'information pour les Coréens au sujet de leur Histoire, mais font souvent œuvre de propagande. Les règnes de plusieurs rois sont complètement passés sous silence pour des raisons politiques (Yeonsangun et Gwanghaegun), et certains événements comme l'assassinat du prince Sado par son père le roi Yeongjo sont omis.
Une autre œuvre à visée historique publiée pour le peuple est écrite à l'initiative du roi Sejong. Publié en 1463, Yongbieocheonga vise à honorer le grand-père de Sejong, le roi Taejo, ainsi que ses ancêtres sur plusieurs générations. La rédaction et les recherches sont assurées par des historiens expérimentés, ayant déjà travaillé sur le Koryŏ-sa. Si le travail n'est pas exempt de références à des phénomènes surnaturels, le nombre d’événements mentionnés font de l'ensemble un travail d'ordre historique accessible au peuple. Par ailleurs, cet ouvrage est aussi l'une des premières utilisations de l'alphabet Hangeul.

#### Les historiens de Joseon et les Histoires de pays étrangers

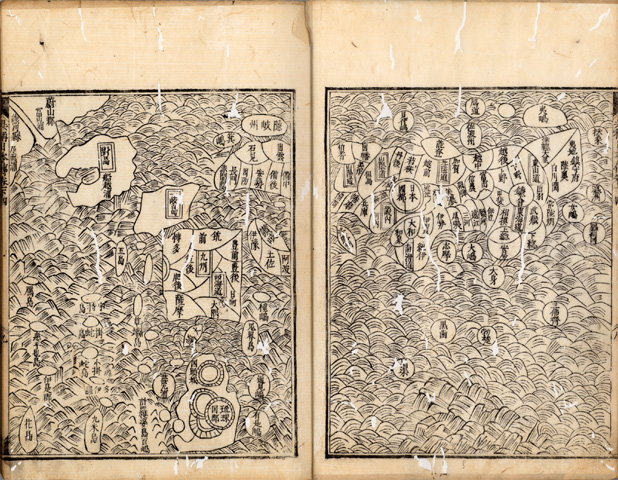
Le Haedong chegukki associe en 1471 Histoire et géographie du Japon.

L'Histoire de pays et de peuples étrangers devient aussi le sujet de productions d'historiens coréens, souvent en y ajoutant des cartes géographiques. Le Haedong chegukki du lettré Sin Sukju est un travail officiel, publié en 1471, qui couvre l'Histoire et la géographie du Japon des shoguns Ashikaga et du Royaume de Ryūkyū. La chronologie des empereurs du Japon est reprise telle qu'elle est présentée par les historiens japonais de l'époque, du mythique empereur Jinmu jusqu'au titulaire d'alors. Cependant, le titre de roi est attribué au shogun, reprenant alors la désignation en cours en Chine, et sa lignée est aussi détaillée dans le Haedong chegukki.
L'histoire des Mandchous, qui vivent au nord du pays, est soumise à une réécriture lors de l'époque Joseon. Au début de cette époque, ceux-ci sont vus comme des barbares inférieurs aux Coréens dans la vision sinocentrique du monde et ils versent régulièrement des tributs à la cour coréenne. Cependant, cette relation est remise en cause par l'arrivée au pouvoir de la dynastie Qing, c'est-à-dire de Mandchous ayant renversé en 1644 la dynastie Han précédente. Ce nouvel ordre géopolitique est difficilement accepté par certains lettrés et l'Histoire est utilisée dans des publications faites à titre privé pour remettre en cause la légitimité de la nouvelle dynastie chinoise. Hong Yo-ha s'attaque à la légitimité de l'ancien État du Wiman Joseon dans Tongguk t’onggam chegang pour affirmer au contraire celle du Gija Joseon. En s'en prenant à la légitimité d'un ancien royaume ayant gouverné le nord de la Corée, il peut ainsi critiquer indirectement la légitimité d'un État lui ayant succédé, c'est-à-dire celui des Mandchous. Cette présentation est reprise par d'autres historiens de la même période comme An Chŏng-bok et Han Ch’i-yun. Une autre approche populaire dans l'historiographie coréenne consiste à faire de la région mandchoue une partie du royaume de Balhae, et donc une région appartenant à l'histoire de la Corée. Le premier à formuler cette idée est Yu Tŭk-kong dans son Parhae-go.

#### Renouveau du néo-confucianisme avec l'école Silhak auXVIIIe
La fin du XVIIe siècle et le XVIIIe siècle sont marqués par le renouvellement du néo-confucianisme. Des lettrés coréens envoyés en Chine pour se former entrent en contact avec les premiers missionnaires chrétiens arrivés dans la région. Ces derniers introduisent des notions et des outils scientifiques nouveaux, qui sont rapportés en Corée. Yi Ik a accès à ces écrits occidentaux via son père, dont ceux d'Adam Schall et de Matteo Ricci, et publie une encyclopédie à partir de ceux-ci, la Sŏngho saesŏl. Ce travail influence l'approche de plusieurs lettrés au sein de l'école Silhak dont An Chŏng-bok, Han Ch'i-yun, et Yi Kŭng-ik dans le domaine historique.
An Chŏng-bok publie en 1778 le Tongsa kangmok qui décrit l'Histoire du pays de l'époque de Gija jusqu'à la chute du Koryŏ en s'inspirant des travaux du lettré chinois Zhu Xi. Il prend en compte les contradictions existantes dans les différents écrits antérieurs et les analyse pour donner une opinion motivée sur des sujets allant de l'existence de Tangun jusqu'au tracé des frontières à différentes époques. Il met aussi en avant des personnalités héroïques comme Eulji Mundeok, Gang Gam-chan, ou Seo Hui, surtout lorsque celles-ci sont liées à la défense des frontières du pays lors d'invasions étrangères.
Han Ch'i-yun est à l'origine d'une encyclopédie historique, la Haedong yŏksa, inspirée d'un modèle chinois populaire à l'époque. Son travail porte de l'époque de Tangun jusqu'à la chute du Koryŏ. Utilisant des sources principalement chinoises et japonaises, et dans une moindre mesure coréennes, il opte pour une forme annales/biographie modifiée pour y adjoindre des études sur différents sujets comme les institutions, l'économie, la musique.
Le dernier travail notable de l'école Silhak dans le domaine historique est le Yŏllyŏsil kisul publié par Yi Kŭng-ik. Contrairement aux deux autres travaux, il se concentre sur la dynastie des Yi de leur prise de pouvoir jusqu'à la fin du règne Sukjong en 1720, et opte pour une approche narrative qui traite consécutivement chaque règne. Aucun commentaire de l'auteur n'est décelable dans le texte, et Yi Kŭng-ik a recours à de nombreuses citations pour selon lui « laisser les faits parler pour eux-mêmes ». Une série d'addenda complète cette narration pour préciser des biographies, des relations diplomatiques, ou indiquer des phénomènes astronomiques.

## Une histoire sous influences lors de la colonisation japonaise
Les dernières années de la dynastie Joseon sont marquées par quelques tentatives gouvernementales de faire évoluer l'éducation, et avec elle la manière dont l'histoire est traitée dans les manuels scolaires. Le paradigme reste néo-confucéen, se concentrant sur des exemples de « bons » et de « mauvais » souverains, et marqué par une approche dynastique de l'histoire nationale. Le but reste d'inculquer des valeurs patriotiques à la jeunesse. Les quelques histoires étrangères traduites à l'époque reflètent aussi ce paradigme néo-confucéen, avec des ouvrages se concentrant sur la chute de la Pologne et du Viêt Nam, ou sur le triomphe du patriotisme lors de la guerre d'indépendance des États-Unis ou de l'unification italienne.
Avec la chute de la dynastie Joseon, le modèle néo-confucéen qui servait de base au régime se trouve discrédité. Via le colonisateur japonais, trois modèles se développent ou sont introduits dans la péninsule. Les courants nationalistes, ainsi que les écoles rankéenne et puis marxiste influencent l'écriture de l'histoire par des Coréens. À côté se développe une histoire écrite par les historiens japonais. Ils sont les premiers à introduire dans la péninsule une approche scientifique de travail, et sont à l'origine de plusieurs contributions importantes, mais dans le même temps introduisent de nombreux biais causés par le cadre politique de la colonisation.

### Place des historiens japonais dans la colonisation de la Corée
Le Japon commence à interférer dans la politique de la Corée à partir de 1876 et intervient de manière grandissante jusqu'à son annexion en 1910. L'historiographie japonaise qui se développe jusqu'à l'indépendance de la Corée en 1945 accompagne la politique officielle mise en place par l'occupant dans le pays, et parfois la précède en lui fournissant un cadre intellectuel. Trois points principaux caractérisent cette approche.
L'idée d'une ancienne culture unique commune aux deux pays se développe au Japon sous le nom de Nissen Dōso Ron à partir de la publication en 1890 de Kōhon kokushi gan (稿本国史眼) par trois historiens de l'Université de Tokyo : Shigeno Yasutsugu, Kume Kunitake, et Hoshino Hisashi. Ils y décrivent l'histoire des relations entre les deux pays comme celle d'une dynamique de soumission de la Corée au Japon depuis les temps anciens. Cette vision s'impose assez rapidement dans les travaux d'autres universitaires, et permet de justifier politiquement la colonisation, comme la lutte contre la culture coréenne en faveur de la culture japonaise dans la péninsule.
Le second trait principal que développe l'historiographie japonaise à l'époque porte sur le degré de modernisation économique du pays. Selon les travaux de Tokuzō Fukuda publiés à la suite de sa visite dans le pays en 1902, le pays n'est pas encore passé par un âge féodal, et se trouve donc au début du XXe siècle dans un stade de développement comparable à celui du Japon de l'époque de Heian (IXe au XIIe siècle). Cette vision reçoit le soutien d'autres historiens comme Inaba Iwakichi.
Enfin, l'histoire de la Corée est placée dans un cadre plus large qui intègre en plus la Mandchourie. Apparue au tournant du siècle, et popularisée par Inaba Iwakichi dans les années 1920, cette approche affirme que la région a toujours été dominée politiquement et économiquement par des puissances étrangères. Ainsi, la Corée ne présenterait pas de culture indépendante ou originale. Cette idée est reprise en particulier par Mishima Shōei au début des années 1940 dans sa théorie du « déterminisme extérieur » (他律性, Taritsusei) selon laquelle l'histoire de la Corée n'est que le résultat de dynamiques extérieures au pays.
Le Gouverneur-général de Corée accompagne la diffusion de ces travaux de plusieurs manières. En juin 1925 est créé un comité d'écriture de l'Histoire coréenne qui publie par la suite de nombreux documents historiques. Les 36 volumes de Chōsen Shi regroupent ainsi des extraits de documents historiques chinois, coréens, et japonais datant de l'Antiquité jusqu'au XIXe siècle et reste utilisé comme ouvrage de référence pendant plusieurs décennies après l'indépendance du pays.

### Différentes approches de l'Histoire par des Coréens

#### Différents courants nationalistes

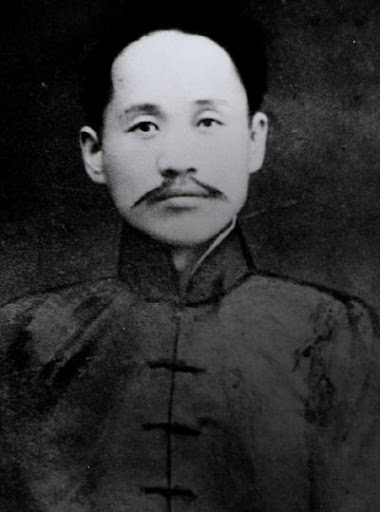
Shin Chae-ho, une des grandes figures de l'historiographie nationaliste au début du XX.

Shin Chae-ho apparait dès le début du XXe siècle comme une des figures de proue du courant nationaliste. Comme d'autres représentants de cette approche comme Park Eun-sik et Chang Chi-yŏn, il est formé à l'école néo-confucéenne et travaille comme journaliste avant de se tourner vers la politique en militant pour l'indépendance du pays, souvent depuis un exil à l'étranger. Lecteur d'Herbert Spencer, Shin Chae-ho conçoit l'histoire du pays comme celle d'une lutte contre les pays voisins, dans lequel le principe darwinien de survie du plus apte prévaut. Selon ce premier groupe nationaliste, l'« esprit national » par ses périodes de force et de faiblesse influence l'histoire du pays : le pays connait des périodes de prospérité lorsque cet esprit est fort, et des périodes de crises lorsque celui-ci est faible. La Corée aurait connu un « âge d'or » lors de la période Koguryo, avant de péricliter sous l'influence du néo-confucianisme depuis l'époque Koryŏ. L'histoire devait donc être écrite dans le but de revigorer cet « esprit national », afin de rendre la Corée de nouveau indépendante. Dans un essai de 1908, Doksa Sillon, Shin Chae-ho cherche ainsi à transformer les relations de fidélités envers le roi, la famille, et le clan prêchées par les néo-confucéens, en relation de fidélité envers cet « esprit national » coréen. Il fait remonter cet esprit, le Minjok, au roi mythique Tangun.
Un autre courant nationaliste, aussi qualifié de néo-nationaliste se forme à la même époque, à partir de personnalités aux parcours différents de ceux du groupe de Shin Chae-ho. Chŏng In-bo est formé au néo-confucianisme à l'université de Pékin, et An Chae-hong est introduit au christianisme lorsqu'il étudie à l'université Waseda à Tokyo. Comme le groupe formé autour de Shin Chae-ho, ils adhèrent à la théorie selon laquelle la puissance de l'« esprit national » influence l'histoire du pays, mais ils s'en démarquent en ayant une vision plus positive des relations internationales. An Chae-hong se tourne vers l'écriture à partir des années 1930 lorsque l'action politique devient trop risquée, mais ses écrits lui valent par neuf fois des incarcérations jusqu'à la fin de l'occupation japonaise. Il s'oppose à la fois à la colonisation et aux thèses des marxistes. Son travail se concentre sur l'origine historique de ce qu'il décrit comme étant la nation coréenne. Ceci lui permet de revendiquer une spécificité originale pour cette nation. Il critique ainsi la thèse défendue par l'historiographie japonaise selon laquelle le créateur de la dynastie Gojoseon, Kija, aurait été un noble chinois envoyé par la dynastie Shang pour établir une colonie dans la région. Pour cela, il prend appui sur des règles de linguistique, et fait au contraire de Kija un simple vassal coréen de cette dynastie. Le reste des travaux de An Chae-hong trouve peu d'échos par la suite, mais cette représentation de Kija s'impose après-guerre.
Choe Nam-seon fait lui aussi figure de représentant de ces courants nationalistes. En travaillant sur un recueil de contes du XIIIe siècle, le Samguk Yusa, et en y appliquant les théories de la diffusion culturelle de l'école de Manchester, il réinterprète le récit traitant de Tangun, et remet en cause la lecture qu'en ont les historiens japonais de l'école Kokugaku. Il fait le lien entre l'histoire de Tangun et des traits distinctifs du chamanisme sibérien (division du monde en trois royaumes du paradis, de la terre et des enfers ; présence de totem ; place de l'ours) pour en faire un chef religieux. Il est alors le premier à établir un lien entre contes traditionnels et chamanisme, mettant en évidence l'existence d'une tradition chamanique en Corée, approche qui si elle ne trouve pas d'échos lors de cette période est reprise après la libération. Choe Nam-seon est cependant discrédité après-guerre, accusé d'avoir collaboré avec l'occupant japonais,.

#### Domination académique de l'école rankéenne

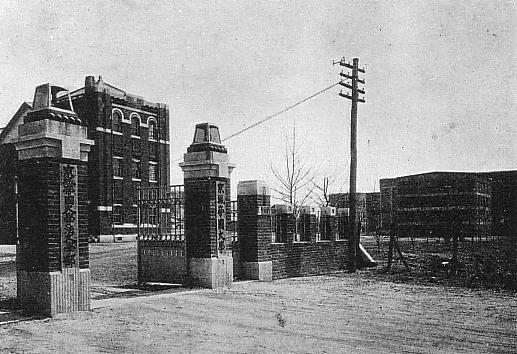
L'Université impériale de Keijō à Séoul où sont formés une partie des historiens coréens lors de l'occupation.

L'école rankéenne est composée d'étudiants coréens formés dans des universités japonaises, en particulier celle de Waseda, ou à l'Université impériale de Keijō à Séoul. Ludwig Riess, un élève de Leopold von Ranke, a travaillé à l'université de Tokyo où il a contribué à former plusieurs générations d'historiens œuvrant à partir des années 1900. C'est avec ceux-ci que les étudiants coréens ont à leur tour été formés et ont commencé à dominer le système universitaire coréen dès les années 1920. Parvenant à obtenir des emplois dans des universités comme l'Université impériale de Keijō ou au comité d'écriture de l'Histoire coréenne, deux institutions mises en place par l'occupant japonais, ils publient leurs travaux dans des revues comme Seikyū gakusō (en japonais) ou Chindan Hakpo (en coréen) et constituent le courant dominant de l'historiographie à l'époque.
Contrairement aux nationalistes, ces historiens ne cherchent pas à donner une vision politique ou religieuse à l'histoire, et visent à en donner une représentation la plus objective possible. Pour cela, ils se concentrent sur l'étude de documents pour en faire émerger les faits. Cette approche permet de ne pas entrer en conflit avec l'occupant japonais, tout en étant réutilisable par d'autres tendances historiographiques, comme celle des nationalistes. Cependant, le cadre régional utilisé pour leurs recherches historiques est le plus souvent celui fixé par le colonisateur. Il nie les frontières traditionnelles du pays pour couvrir un espace englobant la Corée et la Mandchourie, zone correspondant à celle occupée par le Japon sur le continent. Il s'agit ainsi plus d'une histoire orientale, ou Tōyōshi (東洋史), que d'une histoire de la Corée. Le cadre tend alors à justifier la politique menée par le Japon dans la région.
Yi Pyong-do apparait à l'époque comme une des figures centrales de cette approche, participant aux sociétés académiques et aux revues existantes à l'époque comme le comité d'écriture de l'Histoire coréenne et Chindan Hakpo, toutes liées au colonisateur. Yi Sang-baek et Kim Sŏk-hyŏng sont aussi représentatifs à l'époque. Leurs liens avec l'occupant portent cependant préjudice à une partie d'entre eux après-guerre et il leur est reproché à partir des années 1960 de ne pas avoir critiqué le cadre et les théories instaurés par les autorités japonaises.

#### Apparition du marxisme

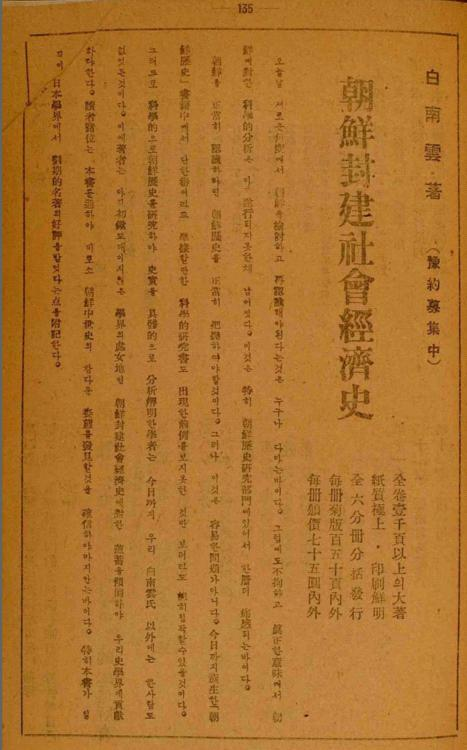
Paek Nam-Un publie en japonais en 1937 à Tokyo pour éviter la censure.

Le marxisme commence à apparaitre dans la péninsule dans les années 1920 via la Chine et le Japon, aboutissant à la création du parti communiste de Corée en 1925. Cependant l'écriture de l'histoire coréenne ne se développe pas à partir des militants de ce parti, mais depuis le Japon où étudient Paek Nam-Un et Yi Chong Won.
Paek Nam-Un étudie à l'école de commerce de Tokyo à partir de 1919, et rédige à Séoul de 1925 à 1933 le premier volume de son histoire de la Corée, histoire sociale et économique de la Corée (朝鮮社会経済史). Un second volume, Histoire économique de la société féodale coréenne (朝鮮封建社会経済史), suit en 1937 et est publié comme le premier à Tokyo pour des raisons de censure. Dans ce premier ouvrage, il s'oppose aux théories dominantes dans l'historiographie japonaise, notamment celle de la stagnation économique du pays. Cette vision est en particulier portée par Tokuzō Fukuda qui affirme que la société féodale comme la propriété foncière privée n'ont pas réussi à se développer en Corée, et que par conséquent le pays en est resté à un stage de développement proche de celui connu par le Japon au Xe siècle. Paek Nam-Un tend ainsi à montrer que la Corée s'est développée de manière conforme aux règles universelles telles que définies par les théories marxistes. Il s'en prend aussi aux théories nationalistes, en particulier celles de Shin Chae-ho et de Choe Nam-seon sur l'« esprit national ». Selon Paek Nam-Un, affirmer un caractère unique à l'Histoire de la Corée ne fait que renforcer les théories du colonisateur japonais : cette particularité démontrerait que la Corée était coupée des dynamiques mondiales, et donc arriérée. Dans le second volume qui se concentre sur les débuts de la féodalité coréenne, il traite le roi Tangun comme une figure mythique qui peut cependant donner des informations sur la structure sociale de l'époque. En étudiant la généalogie qui lui est attribuée, et en utilisant des règles de phonétique, il affirme identifier l'émergence de classes sociales et d'une domination masculine sur la société. Reprenant à son compte les travaux de Lewis Henry Morgan, il prétend démontrer l'existence de familles punaluennes avant même l'émergence des Trois Royaumes.
Yi Chong Won publie son travail la même année. Dans les deux cas, les publications sont faites en japonais et éditées à Tokyo, là où la censure est moins forte. Ils diffèrent cependant sur le cadre adopté. Paek Nam-un adhère à l'idée des cinq étapes du développement des sociétés, alors que Yi Chong Won se range derrière la théorie du mode de production asiatique.

## Une écriture de l'Histoire divisée entre Nord et Sud depuis le milieu duXXe
La partition de la Corée en 1945, avec le Nord occupé par les Soviétiques, et le Sud par les Américains, a une influence sur les travaux universitaires. Certains de ceux qui se sont tenus à l'écart de la collaboration avec l'occupant japonais tirent parti de la situation. Paek Nam-Un concentre son travail sur la création d'une académie coréenne des sciences, alors que d'autres cherchent à réorganiser l'ensemble du système universitaire du pays. En août 1946, le gouvernement militaire de l'armée des États-Unis en Corée annonce la réorganisation de l'Université impériale de Keijō dans une toute nouvelle Université nationale de Séoul. Les historiens issus du comité d'écriture de l'Histoire coréenne, dont Yi Pyong-do, y occupent la plupart des postes. Alors que la situation se polarise entre communisme et anticommunisme, des historiens comme An Chae-hong qui cherchent une position intermédiaire sont politiquement marginalisés. La pression politique au Sud incite aussi beaucoup d'historiens marxistes à passer au Nord.

### En Corée du Nord

#### Débuts limités
Dès sa création en 1948, la Corée du Nord place parmi ses priorités l'écriture d'une histoire nationale conforme aux théories communistes. Un comité pour l'écriture de cette histoire est donc mis en place dès la première année du régime, afin de « vaincre l'historiographie colonialiste ». En 1952, l'académie des sciences de la république de Corée est créée, avec en son sein un département de recherches historiques. Paek Nam-Un qui s'était illustré avant la libération pour ses écrits marxistes prend la tête de ce département, avant d'être remplacé par Kim Sŏk-hyŏng lorsqu'il prend la tête de l'Académie.
Bien que devant faire face à un manque d'historiens qualifiés pour faire face au travail, le comité créé en 1948 parvient dès 1949 à publier un livre sur l'histoire contemporaine de la Corée. Il met l'accent sur la résistance à l'envahisseur japonais dans le but d'instaurer un État socialiste. De 1949 jusqu'à la veille du déclenchement de la guerre de Corée en mai 1950, ce comité publie plus de 18 numéros de leur revue d'histoire. Les publications reprennent dans Science historique (ko) (Ryŏksa kwahak) de 1955 à 1967, et en 1959 est publié le livre Chosŏn t'ongsa qui traite de l'ensemble de l'histoire du pays.

#### Développement dans les années 1960
Le développement de l'historiographie nord-coréenne connait une période d'essor important pendant une dizaine d'années à partir de la fin des années 1950. Le travail des historiens du pays se concentre alors sur deux périodes de transitions sociales, entre l'époque ancienne et l'époque médiévale, et entre l'époque médiévale et l'époque moderne. Ils se concentrent sur le Nord de la Corée, en mettant en avant le rôle présenté comme primordial joué par le Joseon ancien, le Koguryo, puis le Balhae dans l'histoire du pays. Enfin, l'ensemble est présenté selon une grille de lecture conforme à l'idéologie marxiste.
Parmi les travaux notables de cette époque, les trois volumes de Kim Sŏk-hyŏng portant sur les trois classes sociales de la société médiévale coréenne s'imposent comme un travail de référence dès la première publication en 1958. Le travail de Pak Shi-hyong sur la propriété foncière, de Chŏng Chin-sŏk sur l'histoire intellectuelle, de Yi Chi-rin sur le Joseon ancien, ou de Kim Sŏk-hyŏng sur la colonisation du Japon par les Trois Royaumes sont aussi notables lors de cette décennie.
À ce travail de recherche s'ajoute aussi un important travail de traduction d'annales, dont le Koryŏ-sa et les Annales de la dynastie Joseon, du chinois classique vers le coréen.

#### Emprise grandissante de l'idéologie dans les années 1970
Le 5e congrès du Parti du travail de Corée en 1970 accorde une place grandissante à l'idéologie du Juche, orientation encore accentuée lors du congrès suivant en 1980. Le matérialisme historique, le chauvinisme et le culte de la personnalité du chef du pays sont renforcés, ce qui a une influence directe sur l'écriture de l'histoire du pays. L'histoire connait aussi une popularisation lors de cette époque alors que le contenu des travaux des historiens est rendu disponible à un plus large public.
La publication de Chosŏn chŏnsa (조선전사) en 33 volumes en 1983 illustre ce tournant idéologique. Il reprend plusieurs des idées du marxisme comme celle des cinq étapes du développement des sociétés, la lutte des classes ou la relation entre infrastructure et superstructure ; il laisse ainsi peu de place au bouddhisme et au confucianisme et se concentre sur l'histoire économique. Le chauvinisme transparaît lui lorsque la pureté ethnique du peuple coréen est affirmée et la lutte contre les puissances étrangères est mise en exergue. Par ailleurs, l'histoire récente se concentre en partie sur l'histoire du président Kim Il-sung et sur celle de sa famille. Ce livre contribue à instaurer une histoire officielle, et donc à figer son écriture.

### En Corée du Sud

#### Une stagnation de 1945 aux années 1960
Le dynamisme des recherches historiques en Corée du Sud tranche avec celui observé au Nord. Le pouvoir du président Syngman Rhee ne cherche pas à développer celles-ci. Si un institut national d'Histoire coréenne est ouvert en 1946, le travail de celui-ci se limite à la collecte et à la conservation de documents historiques. Les historiens sont eux divisés. Les marxistes sont pour la plupart passés au Nord, et leurs travaux ne peuvent être utilisés. Les rankéens sont souvent accusés d'avoir collaboré avec l'occupant japonais, et les nationalistes sont nombreux à avoir été enlevés ou exécutés par les soldats nord-coréens lors de la guerre de Corée en 1950.
Une série de livres est publiée entre 1948 et 1950 à Séoul, reprenant des travaux accomplis avant ou après la Seconde Guerre mondiale. Yi Sang-baek, Yi Pyong-do, Kim Tu-hŏn ou Chŏn Sŏk-tam (ko) sont les principaux historiens qui font éditer leurs travaux lors de cette période. Plusieurs revues d'études historiques voient aussi le jour, à commencer par Yŏksa hakpo en 1952 ; d'autres suivent lors des années 1950, comme Chindan hakpo, Asea yŏn’gu, Tongbang hakchi, et Yŏksa kyoyuk. Ces revues contribuent à donner à une jeune génération d'historiens un lieu d'expression.
La publication la plus notable de cette période est une histoire de la Corée en sept volumes publiés de 1959 à 1965. S'en tenant aux faits, et refusant toute forme d'analyse, elle se place en dehors du champ politique. Les domaines étudiés ne sont pas liés à des sujets pouvant prêter à controverse.

#### Décollage de l'historiographie sud-coréenne à partir de 1960
La Corée du Sud est marquée par deux événements politiques au début de la période : la révolution d'avril de 1960 renverse le régime de Syngman Rhee, puis le coup d'état du 16 mai l'année suivante voit l'arrivée de Park Chung-hee au pouvoir. Ces deux événements ont pour effet de relancer les travaux sur l'histoire contemporaine, en particulier en les concentrant sur les questions de l'identité coréenne et de la modernité.
La théorie de la modernisation se retrouve dans le Kuksa sillon que publie Yi Ki-baek en 1961. Cette approche lui permet de dépasser l'historiographie coloniale et de renouveler la perception des XVIIIe siècle et XIXe siècle coréens. Il se concentre sur les aspects économiques (agriculture, commerce...) mais aussi intellectuels qui permettent la modernisation du pays. Dans le domaine économique, les travaux de Han U-gŭn, Kim Yong-sŏp, Kang Man-gil et Yu Wŏn sont les plus notables à l'époque. L'ensemble de ces travaux tend à montrer un pays dynamique en train de se moderniser lors de ces deux siècles, rompant avec l'image d'une région reculée à l'économie stagnante de l'historiographie coloniale japonaise. Dans le domaine de l'économie, Kim Yong-sŏp et Kang Man-gil se tournent vers l'historiographie marxiste d'avant-guerre, dont les écrits de Paek Nam-Un, ou vers les travaux d'historiens nord-coréens. Cependant, le climat politique les pousse à dissimuler ou à dénaturer les engagements marxistes de ces auteurs,.
Un autre événement politique influe sur l'écriture de l'histoire en Corée du Sud lors de cette période. En 1972, l'étude de l'histoire de la Corée est rendue obligatoire pour tous les étudiants à l'université. Ceci a pour effet d'augmenter le nombre de professeurs d'histoire formés, mais aussi de faire croître le nombre de recherches dans le domaine. Par ailleurs, l'Académie d'études coréennes est créée par le gouvernement en 1978.
Enfin, la découverte en 1964 du site Paléolithique de Seokjangni et d'un premier biface, permet au professeur Sohn Pokee (1922 - 2010) de fonder la recherche préhistorique moderne de la Corée en tant que pionnier des recherches sur le Paléolithique en Corée.

#### Diversification depuis les années 1980
Le début des années 1980 est marqué par plusieurs évolutions politiques. L'assassinat de Park Chung-hee en octobre 1979, et la répression du soulèvement de Gwangju en mai 1980 marquent le début de l'affaiblissement du régime autoritaire qui prévaut alors en Corée du Sud,. Dans ce contexte, les thèses marxistes gagnent en popularité parmi les étudiants. Une partie de la censure envers ces théories est levée en 1987, ce qui permet à des livres produits en Corée du Nord d'être vendus à Séoul. En 1989 est même lancé un journal académique bisannuel dédié à cette école, du nom de Yŏksa-wa hyŏnshil. Cependant, la dislocation de l'URSS en 1990 amène un certain discrédit de ces thèses, laissant la place libre à d'autres analyses de l'Histoire.
Le pays voit aussi resurgir des thèses nationalistes portées par des historiens amateurs. Reprenant les idées exprimées par Choe Nam-seon pendant la colonisation, des personnalités comme An Ho-sang publient des livres affirmant que la Corée dominait le nord de la Chine, et que par conséquent les sinogrammes ou Confucius sont en réalité coréens. Profitant de l'appui de militaires et de journalistes conservateurs, ils parviennent à diffuser leurs théories, et à critiquer les travaux d'universitaires. Cependant, leur image est associée à celle du régime et l'érosion de celui-ci dans la fin des années 1980 leur fait perdre du crédit.

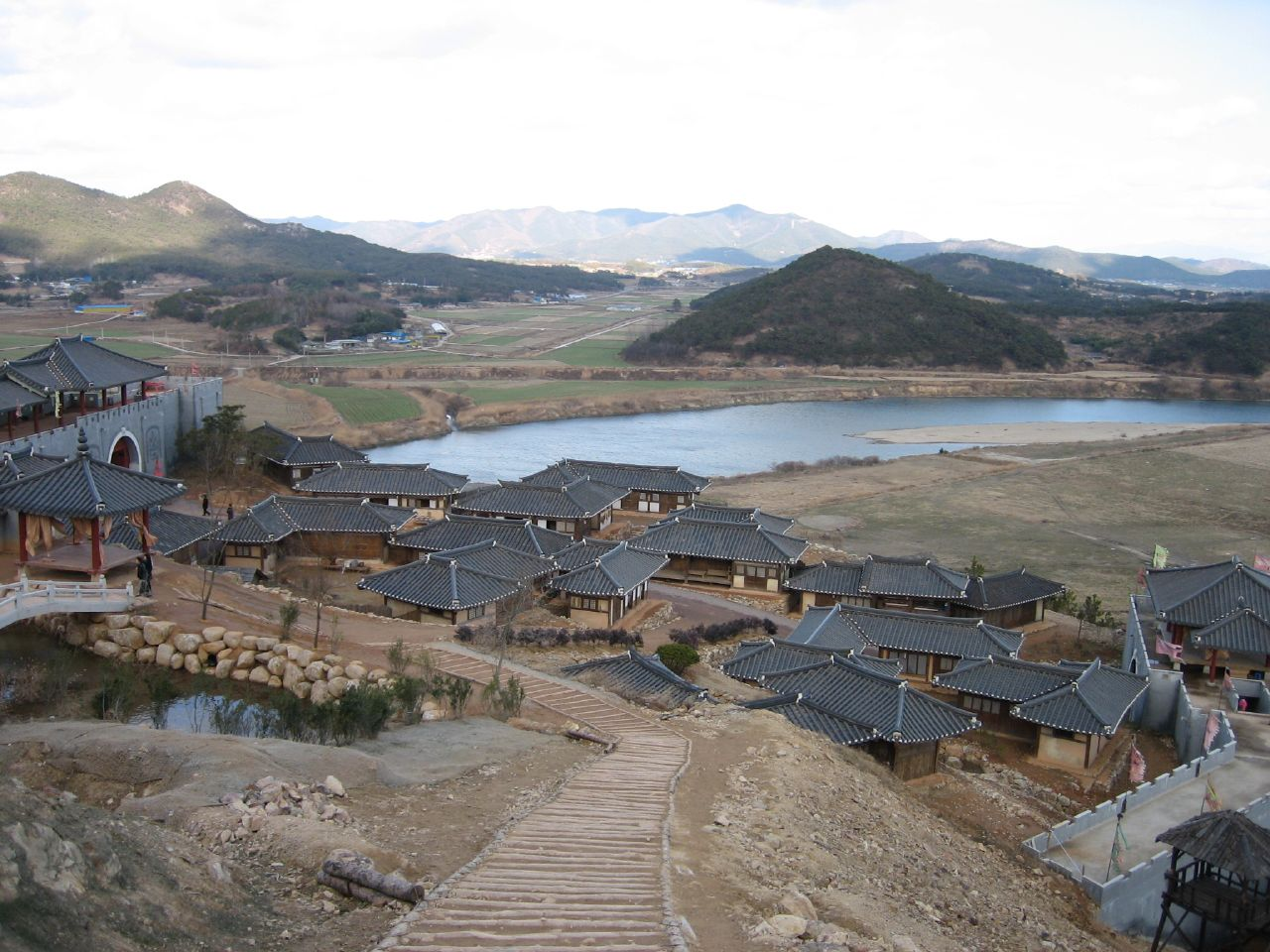
Les drama sont à l'origine d'un regain d'intérêt pour l'Histoire par les coréens. Ici, un lieu de tournage de la chaine MBC.

Un courant parfois qualifié de néo-nationaliste émerge à partir des années 1990. Inspiré par les études post-coloniales, et soutenu par la nouvelle droite coréenne, ces historiens sont critiques des courants nationalistes traditionnels. Ils les accusent d'avoir empêché l'essor de recherches plus rigoureuses, et donc d'avoir favorisé le développement des idées marxistes. Dans Haebang chŏnhusa ŭi chae-insik publié en février 2006, ils se concentrent sur les périodes coloniale et postcoloniale, pour selon eux sortir du récit manichéen qui prévaut alors. L'ouvrage est alors reçu positivement par les journaux conservateurs comme le Chosun Ilbo. Très opposés aux idées marxistes, ils sont parfois accusés par les détracteurs de ne se positionner comme postcolonial que de manière superficielle.
Enfin, les thèmes historiques connaissent une forme de popularisation importante à partir des années 1990. Portés par le succès commercial des Drama, des livres de plus en plus nombreux sont publiés, allant des récits d'intrigues politiques aux guides touristiques spécialisés dans les sites historiques.

## Sources